# 佃農

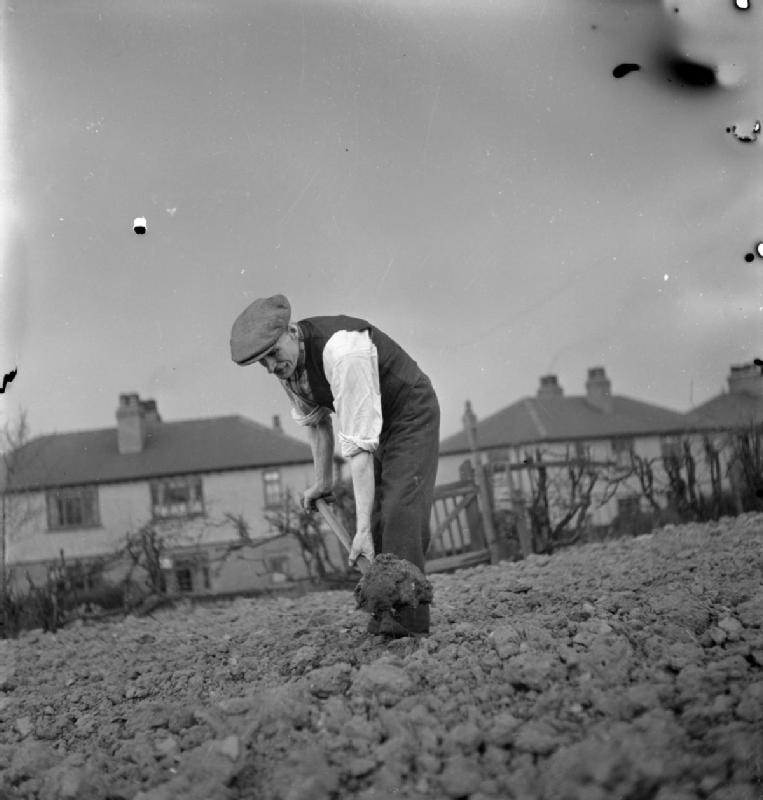
租地耕作的佃農

佃農是指租用他人田地，從事農業生產的農民。

## 歷史

### 形成
一般而言，農民因家人有病、災荒、婚喪開支等原因，用光積蓄，為債務所迫，只好賣出或放棄土地，變成佃戶。光景好時，農民會買來土地，佃戶會稍為減少；困難時則農民喪失土地，佃戶數目稍為增加。不過，如果土地太貧瘠，地租回報太低，願意買地的人不多，則佃戶數目也不會高。

### 社會地位
在較富饒和商業繁榮的地區，佃戶只須交地租。在落後或交通不便的多山地區，佃戶則要向地主交出額外的物資，如新年時要送糕點、肉類、家禽等禮物；地主家中有婚喪時，佃戶要去幫忙，地位有如奴僕。至民国时期，佃农地位仍极为低下，公民权缺失。以苏北鲁南地区为例，地主阶级对佃农有“生杀之权”。在重重剥削、欺压之下，地主阶层对佃户妻女的“初夜权”，反显“人道”。

### 比重與分佈

#### 宋代
唐代均田制崩壞以後，地主和佃農廣泛出現。部份學者估計，宋代有34%的戶口是佃戶，和廿世紀的情況相同。當時北方、浙江東部和江西中部，是佃戶比率較低的地區。

#### 明清
明清兩代，長江下游和東南沿海地區佃戶較多。明太祖沒收大量今日江蘇省地區地主的土地，田地歸官府管轄，佃戶地租從繳納給地主，改為繳納給官府。據學者估計，明代江蘇有略高於50%的田地出租，租佃率和廿世紀時相近。
明末張獻忠的大屠殺，使四川和湖南二省在清代初期較為荒涼，有大量有待開墾的土地，佃戶較少。其後兩省佃戶漸增，到18世紀中，有50%-60%土地在地主手中，和廿世紀時的情況相似。

#### 民國
民國時，大約有30%的農民是全無土地的佃戶。跟清代後期相較，佃戶數目接近或稍低。由於地主不易收到地租，當時也有其他投資的途徑，買地的資金沒有增長，佃戶數目亦大體不變。一般而言，佃戶在北方較少，南方較多。當中亦有例外，如山西山區佃戶較多，廣西、雲南有些地方佃戶又較少。

#### 1949年後
内战前后，中国共产党在控制地区实行土地改革，过去的土地租赁完全消除后佃农身份完全消失。但是由于新的土地兼并和贫富分化，1953年12月，通过了《关于发展农业生产合作的决议》，开始进行土地集体化，土地从可以租赁的资产变为集体所有物。生产资料公有制化后，发展为人民公社制度。虽然一定程度上解决了小农经济的局限性和新的土地兼并问题，但是抑制了农民生产积极性，严重破坏了生产力。1978年，通过了《中共中央关于加快农业发展若干问题的决定(草案)》提出要“尊重生产队自主权，纠正平均主义”，引起激烈争论。后发展为家庭联产承包责任制。土地仍然为集体所有，但开放了承包行为。如《农村土地承包法》的第十二条：农民集体所有的土地依法属于村农民集体所有的，由村集体经济组织或者村民委员会发包；已经分别属于村内两个以上农村集体经济组织的农民集体所有的，由村内各该农村集体经济组织或者村民小组发包。村集体经济组织或者村民委员发包的，不得改变村内各集体经济组织农民集体所有的土地的所有权。

#### 臺灣
在臺灣，佃農自從實施375減租、耕者有其田和公地放領等政策後，佃農約佔農民總數為百分之八。
2012年底台灣佃農戶數27,760戶，在台灣農牧戶總數779,375戶中，比例百分之3.6